# Halicephalobus mephisto
A Halicephalobus mephisto egy fonálféregfaj, amit néhány más nematodával együtt a földtudománnyal foglalkozó Gaetan Borgonie és Tullis Onstott fedezett fel 2011-ben. Több dél-afrikai aranybánya nagy mélységben (0,9 km, 1,3 km és 3,6 km) elhelyezkedő földalatti vízkészleteiből sikerült kimutatniuk a lényeket. Onstott elmondása szerint „halálra rémített, mikor először láttam mozogni őket”, mivel „apró fekete örvénylő dolgoknak tűntek”. A felfedezés jelentőségét az adja, hogy korábban nem sikerült többsejtű élőlényeket észlelni 2 km-nél mélyebben a föld felszíne alatt.
A Halicephalobus mephisto elviseli a magas hőmérsékletet, ivartalanul szaporodik, a föld alatt élő baktériumokkal táplálkozik. A radiokarbonos kormeghatározás szerint 3000-12 000 éves felszín alatti vizekben élnek. Ezek a fonálférgek megélnek alacsony oxigéntartalmú vizekben is, az átlagos óceánvíz oldott oxigéntartalmának kevesebb mint egy százalékával is beérik. Nevét Mefisztofelészről kapta, akinek neve annyit tesz: „fényt nem kedvelő”, utalva arra, hogy a föld felszíne alatt nagyon mélyen bukkantak az élőlényre.
Az eddigi legnagyobb mélységben megtalált, a hőséget és az óriási nyomást is elviselő állat egyben az első többsejtű élőlény, amit ilyen hatalmas mélységben találtak. Ugyanezen kutatás során hasonló mélységben találták a Plectus aquatilis-t. Borgonie szerint a féreg hasonlít a felszíni törmelékevő fajokra, és valószínűleg a felszíni fajok leszármazottja. Egyes fonálférgek szintén képesek extrém hőmérsékleteket túlélni, így Borgonie számára nem volt meglepő, hogy az első, ilyen mélységben fellelt állati szervezet éppen egy féreg volt. A kutatócsoport elmélete szerint talán olyan állatokból fejlődhettek ki, amiket az esővíz a felszínről a földkéregbe mosott.
A Halicephalobus mephisto példányai 0,52-0,56 mm hosszúak. Bár a Halicephalobus nem fajait nehéz egymástól megkülönböztetni, a H. mephisto morfológiailag is elkülönül a nem többi fajától – viszonylag hosszú, 110-130 mikrométeres farokkal rendelkezik. Bár közeli rokona a H. gingivalis-nak, rendszertanilag még közelebb áll a nem néhány, egyelőre névtelen fajához.

## Fordítás
- Ez a szócikk részben vagy egészben a Halicephalobus mephisto című angol Wikipédia-szócikk ezen változatának fordításán alapul.  Az eredeti cikk szerkesztőit annak laptörténete sorolja fel. Ez a jelzés csupán a megfogalmazás eredetét és a szerzői jogokat jelzi, nem szolgál a cikkben szereplő információk forrásmegjelöléseként.